# Phillipa Love
Pour les articles homonymes, voir Love.
Pas d'image ? Cliquez ici

a Compétitions nationales et continentales officielles uniquement.

b Matchs officiels uniquement.
Dernière mise à jour le 13 avril 2025.
Phillipa Love, née le 8 avril 1990 à Southbridge (Nouvelle-Zélande), est une joueuse internationale néo-zélandaise de rugby à XV évoluant au poste de pilier. Licenciée au Christchurch Rugby Club, elle représente la province de Canterbury en Farah Palmer Cup et joue avec Matatū en Super Rugby Aupiki.

## Biographie
Phillipa Love naît le 8 avril 1990 à Southbridge en Nouvelle-Zélande. Elle grandit à Nelson et commence la pratique du rugby à XV à seize ans. En 2009, elle part étudier à l'université d'Otago, basée à Dunedin, où elle obtient un doctorat en préparation physique.
En juin 2014, elle obtient sa première cape avec la Nouvelle-Zélande contre le Canada.
En 2017, elle gagne son premier titre national avec Canterbury mais elle rate la Coupe du monde sur blessure.
En 2022, elle joue pour la franchise de Matatū. Elle joue la Pacific Four Series avec les Black Ferns. Elle compte 19 sélections en équipe nationale quand elle est retenue en septembre pour disputer la Coupe du monde 2021 organisée en Nouvelle-Zélande.
La saison 2023 débute avec un titre en Super Rugby Aupiki, après une victoire face aux Chiefs Manawa. Elle est à nouveau retenue pour jouer la Pacific Four Series en 2023 mais n'est pas sélectionnée pour la première édition du WXV.

## Palmarès

### En franchise et province
- Vainqueur de la Farah Palmer Cup en 2017, 2018, 2019, 2020 et 2022[6].
- Finaliste de la Farah Palmer Cup en 2021 et 2023
- Vainqueur du Super Rugby Aupiki en 2023.
- Finaliste du Super Rugby Aupiki en 2025.

### En équipe nationale
- Vainqueur de la Coupe du monde en 2021.
- Vainqueur de la Pacific Four Series en 2022 et 2023.